# Барбусано, Хуан
Хуан Барбусано Мартин (исп. Juan Barbuzano Martín; 16 мая 1945, Исора, Канарские острова — 31 марта 2023) — испанский самбист, чемпион (1974) и бронзовый призёр (1976) чемпионатов Европы, серебряный (1973) и бронзовый (1974) призёр чемпионатов мира. По самбо выступал в тяжёлой весовой категории (свыше 100 кг). Наставником Барбусано был Марселино Падрон. Барбусано увлёкся борьбой в 15 лет. Является многократным победителем турниров по канарской национальной борьбе «Луча Канария».

## Биография

### Его карьера в канарской борьбе
Родился в Исоре, деревне в муниципалитете Вальверде, столице острова Эль Йерро. Сын дона Торибио Барбусано и доньи Кармен Мартин, он учился в государственной школе Исора и в Академии Вальверде.
В возрасте 15 лет он начал заниматься борьбой в клубе борьбы Феринто, где его тренировал Марселино Падрон. Год спустя он продемонстрировал свое первое выдающееся выступление, сбив Мигеля Армаса, посвященного бойца на Эль Йерро, три раза подряд. С этого момента он стал частью команды Canarian Wrestling на острове Эль Йерро. Он был известен как Цыпленок Исоры. Вскоре он стал эталоном канарской борьбы. В том же году он сражался на Гран-Канарии и Тенерифе, будучи не в состоянии быть сбитым с ног опытными бойцами.
В 1962 году он подписал контракт с C.L. Бенахоар с острова Ла-Пальма, у которого была самая сильная лига на Канарских островах. В то время рост Барбузано составлял 1,80 м. и весил 108 кг. Он стал Цыплёнком Эль Йерро. Его команда выиграла Insular League. Одним из его самых выдающихся выступлений были четыре боя, проведенные на острове Меридиан (Эль Йерро) в первые дни декабря между местной командой во главе с Хуаном Барбузано и мощной командой Крюгера с острова Гран-Канария. Хуан был самым выдающимся бойцом тех встреч. В 1965 году Бенахоар во главе с Барбузано впервые в своей истории занял второе место в Национальной лиге. Его классификация как Puntal B, когда ему было всего 20 лет, привёл к его переводу в C.L. Victoria с Тенерифе.
В своем первом бою со своим новым клубом Барбузано нокаутировал семерых соперников из Санта-Крус С. Л. (Канарские борцовские команды состоят из двенадцати борцов). В другом своем выступлении Барбузано остался один против одиннадцати соперников из C.L. Эсперидес на празднике в Сан-Педро-де-Гуимар в 1966 году. Он сбил их всех с ног, обеспечив победу своей команде.
26 февраля 1967 года фанаты Гран-Канарии присутствовали на дуэли, в которой встретились Адаргома, команда из столицы острова, во главе с Сантьяго Охеда, и CLVictoria, с Хуаном Барбузано в качестве опоры. Оба реквизита устояли, чтобы решить финальное очко, которое досталось Барбузано на минуте овертайма.
В июле 1968 года Барбусано был провозглашён чемпионом провинции Санта-Крус-де-Тенерифе и встретился с чемпионом провинции Лас-Пальмас-де-Гран-Канария, Сантьяго-Охеда и Эль-Айун на национальном чемпионате. Барбусано выиграл чемпионат в возрасте 23 года. Барбузано продолжил борьбу в Виктории, которую в 1970 году он сделал чемпионом против своего вечного соперника Санта-Крус К. Л. Он повторил титул в следующие два сезона.

### Его набег на другие виды спорта
В 1973 году Барбусано подписал контракт с «Пуэрто-Крус», с которым занял второе место, начав свой путь в других видах спорта. В том же году он был объявлен вторым в мире по борьбе самбо в Тегеране. Он также завоевал титулы на чемпионатах Испании по греко-римской борьбе и олимпийской борьбе. В этих двух последних дисциплинах он повторил титул год спустя. В 1974 году он был назван любимым сыном Эль Йерро, и Барбузано выиграл чемпионат мира по народной борьбе, проходивший в Санта-Крус-де-Тенерифе. Он также завоевал титул чемпиона Европы по борьбе самбо в весовой категории свыше 100 кг. Награждён Национальной серебряной медалью за спортивные заслуги.
Между 1975 и 1978 годами Барбузано сражался в рядах команды из Эль Йерро под названием Selección Herreña. В своей первой кампании они были непобеждёнными чемпионами. Следующие годы закрепили его в элите борьбы. Кроме того, он гастролировал по миру в различных видах единоборств, таких как самбо, греко-римский и олимпийский.
Травмы наказали Барбузано на его последнем этапе. В период с 1978 по 1980 год его активность резко упала. Возможно, один из его последних великих моментов в качестве борца произошёл в декабре 1979 года, когда в рядах C.L. Tegueste он встретился в товарищеском бою с К. Л. Юнион Сардин, из Гран-Канарии, снова с Сантьяго Охеда в качестве опоры соперника. На тай-брейке Барбузано сбил фигуру с Гран-Канарии, подарив победу своей команде.
18 мая 1980 года, в возрасте 35 лет, Барбузано отказался от своей деятельности в качестве борца на трибьюте, которая состоялась на Пласа-де-Торос в Санта-Крус-де-Тенерифе. Diario De Avisos назвал этот поступок следующим образом: «Хуан Барбузано, Ахиллес канарской битвы».

### Его новый этап в качестве менеджера и учителя
В 1985 году он подписал контракт с «Санта-Крус» в качестве менеджера (имя, данное в бою техническому менеджеру команды). Этот первый этап завершился в 1990 году. Позже, в 1993 и 1994 годах, он повторил свою позицию и клуб. Он все выиграл. По его приказу такие реквизиты, как Мелькиадес Родригес, боролись. Он также получил звание инструктора по дзюдо. С 1981 года различные профессиональные обязанности совмещал с преподавательской работой.
За эти последние годы он получил некоторые из основных популярных и институциональных признаний, предоставленных национальному спортсмену с Канарских островов.
Хуан Барбусано жил со своей семьёй на Тенерифе, вдали от общественной деятельности.
Скончался 31 марта 2023 года.